# Adevărul

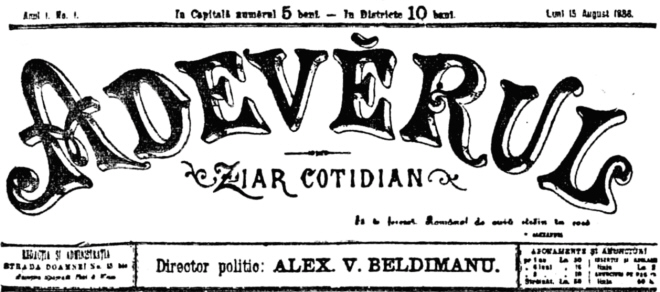
Cabecera del primer número del periódico con la grafía antigua (Adevĕrul).

Adevărul (en español: "La verdad") es un periódico diario en rumano de información general y de distribución matinal publicado en Bucarest, Rumania. Actualmente tiene una tirada diaria de unos 100.000 ejemplares, siendo uno de los más importantes de los que se publica en lengua rumana.

## Historia

### Orígenes
El 15 de diciembre de 1871 se fundó el periódico Adevĕrulŭ. La publicación era semanal y propiedad de Alexandru Beldiman, un antiguo comandante de policía y publicador de Iaşi, la ex capital de Moldavia. Beldiman dirigió el periódico en oposición al nuevo Domnitor, el príncipe germano Carlos I de Hohenzollern, llamado para el restablecimiento de su antepasado depuesto y exiliado, el moldavo Alexandru Ioan Cuza. Los artículos del periódico contra el nuevo monarca pronto comenzaron a resultar en un procesamiento a Beldiman por difamación y atacar la Constitución de 1866. Finalmente fue absuelto, pero el periódico cesó su publicación en su 13.º número, en abril de 1872.
El actual diario Adevărul es el heredero del Adevĕrulŭ, que reapareció el 15 de agosto de 1888 como Adevĕrul —lo que refleja su origen veritas y la ĕ que, aunque obsoleta en el siglo XX, fue mantenida por sus dueños como una señal de distinción en todos los números hasta 1951— y su primer redactor jefe fue Alexandru Beldiman. Esta primera edición se mantuvo hasta el año 1916, cuando el diario tuvo que cesar su publicación tras la ocupación de Bucarest por las tropas austro-húngaras en el contexto de la Primera Guerra Mundial. La segunda edición del diario se publicó entre los años 1919 (una vez terminada la Primera Guerra Mundial) y el año 1937, cuando las autoridades rumanas consiguieron que se dejara de editar ya que el diario tenía una clara orientación política republicana y de izquierdas.

### Adevăruldurante el régimen comunista
La tercera edición se publicó entre los años 1946 y 1951 con un contenido altamente politizado, siguiendo el posicionamiento político contra la monarquía rumana, a la vez que mostraba a partir de principios del año 1948 una total concordancia con los planteamientos del régimen comunista rumano. Sin embargo el año 1951 las autoridades rumanas decidieron que Adevărul se dejara de publicar, pasando todos los periodistas del diario a trabajar en el diario oficial del Partido Comunista Rumano Scînteia (en español: "La chispa"), por lo que se considera que el diario del PCR era su predecesor. Con la caída del régimen comunista a finales del año 1989 Scînteia Poporului se dejó de publicar tomándole el relevo Scînteia Poporului (en español: "El despertar del pueblo"), pero esta cabecera será renombrada al poco tiempo por la definitiva de Adevărul.

### Post-comunismo

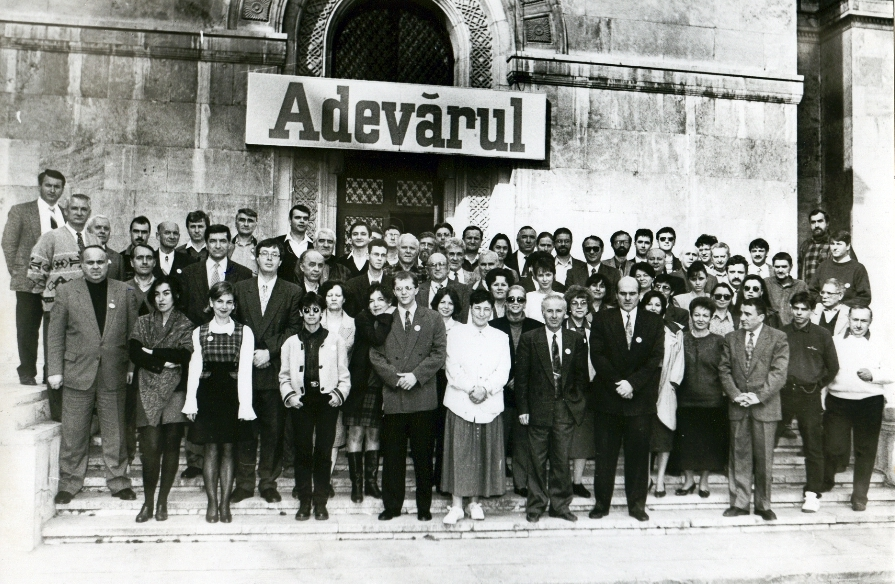
Personal de Adevărul a comienzos de la década de 1990. Dumitru Tinu, Cristian Tudor Popescu y Adrian Ursu, entre otros, están en primer plano.

Con la recuperación de la antigua denominación a principios del año 1990, el nuevo diario dejó de ser una publicación controlada por el Estado y, por tanto, pasó de ser una empresa privada, quedando el diario bajo el control de Dumitru Tinu, que además ejercía la función de redactor jefe. Tinu ejerció una dirección del periódico más independiente, contando con la ayuda de Cristian Tudor Popescu y convirtiendo el diario en uno de los referentes periodísticos de Rumanía, ya que mantenía una cierta independencia editorial, además su estilo periodístico no había caído en el sensacionalismo y no mostraba una falta más que evidente de objetividad, rasgos estos desgraciadamente característicos en la mayoría de los diarios editados en Rumania. Así en este tiempo Adevărul se convirtió en el referente a Europa de la prensa rumana más seria y de calidad, a la vez que mantenía una actitud altamente crítica con el gobierno rumano por los numerosos casos de corrupción que afectaban a buena parte de la clase política rumana.
En el año 2003 Dumitru Tinu murió en un polémico accidente de tráfico y Cristian Tudor Popescu, uno de los más firmes e importantes colaboradores de Tinu, se hacía cargo del periódico en calidad de redactor jefe. Pero solo dos años después aparecían graves desavenencias entre Ana-Maria Tinu, la hija de Dumitru Tinu, en aquellos momentos propietaria del diario, y Tudor Popescu, ya que ésta quería "rebajar" en cierta forma el contenido político del diario, para dar cabida a informaciones más "ligeras", a lo que se opuso Tudor Popescu. Por este motivo Cristian Tudor Popescu, Lelia Munteanu y Adrian Ursus, que en aquellos momentos eran los principales redactores del diario, así como 80 periodistas más renunciaban a sus puestos de trabajo en Adevărul y pasaban a crear un nuevo diario, Gândul, con el apoyo del también periodista y poeta Mircea Dinescu.
Este nuevo diario ha mantenido el estilo de periodismo, la independencia editorial y el rigor informativo del antiguo Adevărul, mientras que el nuevo Adevărul poco a poco ha ido dando cabida a más informaciones con un alto contenido sensacionalista, a la vez que ha dejado de ser crítico con el Partido Socialdemócrata de Rumanía para criticar abiertamente al actual presidente rumano Traian Băsescu.